# کریستیان مونجیو
کریستیان مونجیو (رومانیایی: Cristian Mungiu؛ تلفظ رومانیایی: [kristiˈan munˈd͡ʒi.u]؛ زاده ۲۷ آوریل ۱۹۶۸) کارگردان رومانیایی برنده نخل طلا در سال ۲۰۰۷ است. او شاخص ترین فرد از نسل سینماگران موج نوی سینمای رومانی به‌عنوان یکی از پیشروترین سینماهای هنری در اروپا و جهان است. مونجیو پس از آنکه با فیلم ستایش‌برانگیز  چهار ماه، سه هفته و دو روز برنده نخل طلای کن در سال ۲۰۰۷ شد، به شهرت جهانی رسید.

## زندگی و حرفه
مونجیو در سال ۲۰۰۷ با فیلم ۴ ماه، ۳ هفته و ۲ روز که نقدی تکان دهنده بر فساد اجتماعی دوران کمونیسم در رومانی بود، موفق به دریافت نخل طلا و جایزه ویژه هیئت داوران جشنواره فیلم کن شد.
این فیلمساز در سال ۲۰۱۲ با فیلم آن‌سوی تپه‌ها در بخش مسابقه ۶۵مین دوره جشنواره فیلم کن حضور یافت و موفق به کسب جایزه بهترین فیلم‌نامه جشنواره شد. کریستینا فلوتور و کاسمینا استراتان دو بازیگر زن رومانیایی فیلم نیز به‌طور مشترک جایزه بهترین بازیگر زن را دریافت کردند. آن‌سوی تپه‌ها بر پایه داستانی واقعی ساخته شده و افراط در ایمان کورکورانه را مورد پرسش قرار می‌دهد.
مونجیو در سال ۲۰۱۶ فیلم فارغ‌التحصیلی را کارگردانی کرد، که این فیلم جایزه بهترین کارگردانی جشنواره کن (به‌طور مشترک با الیویه آسایاس) را برای وی به ارمغان آورد.

## فیلم‌شناسی
- گروه کر آتش (کوتاه، ۲۰۰۰)
- بدون تصادف (کوتاه، ۲۰۰۰)
- درهم کوبیدن (کوتاه، ۲۰۰۰)
- غرب (۲۰۰۲)
- گم و پیدا - بخش دختر ترکیه (۲۰۰۵)
- چهار ماه، سه هفته و دو روز (۲۰۰۷)
- داستان‌هایی از عصر طلایی (۲۰۰۹)
- آن‌سوی تپه‌ها (۲۰۱۲)
- فارغ‌التحصیلی (۲۰۱۶)
- R.M.N.  (۲۰۲۲)